# Championnat de France amateurs de football 1951-1952
Navigation
Division nationale 1950-1951 Division nationale 1952-1953
Le championnat de France amateurs de football 1951-1952 est la 14e édition du championnat de France amateurs, organisé par la Fédération française de football.
Il s'agit de la 4e édition disputée sous forme de championnat annuel, appelé Division nationale, qui constitue alors le premier niveau de la hiérarchie du football français amateur. 
La compétition est remportée par le FC Gueugnon.

## Groupe Nord
Le groupe Nord est remporté par l'UA Sedan-Torcy.
| Rang | Équipe                 | Pts | J  | G | N | P | Bp | Bc | GA |
| ---- | ---------------------- | --- | -- | - | - | - | -- | -- | -- |
| 1    | UA Sedan-Torcy         | -   | 22 | - | - | 0 | 0  | 0  | ∞  |
| 2    | Stade de Reims         | -   | 22 | - | - | 0 | 0  | 0  | ∞  |
| 3    | US Quevilly            | -   | 22 | - | - | 0 | 0  | 0  | ∞  |
| 4    | CA Montreuil           | -   | 22 | - | - | 0 | 0  | 0  | ∞  |
| 5    | USO Bruay-en-Artois    | -   | 22 | - | - | 0 | 0  | 0  | ∞  |
| 6    | SM Caen                | -   | 22 | - | - | 0 | 0  | 0  | ∞  |
| 7    | VGA Saint-Maur         | -   | 22 | - | - | 0 | 0  | 0  | ∞  |
| 8    | JA Armentières         | -   | 22 | - | - | 0 | 0  | 0  | ∞  |
| 9    | ASSB Oignies           | -   | 22 | - | - | 0 | 0  | 0  | ∞  |
| 10   | SPN Vernon             | -   | 22 | - | - | 0 | 0  | 0  | ∞  |
| 11   | Stade béthunois FC     | -   | 22 | - | - | 0 | 0  | 0  | ∞  |
| 12   | Amicale Maisons-Alfort | -   | 22 | - | - | 0 | 0  | 0  | ∞  |

## Groupe Ouest
Le groupe Ouest est remporté par les Girondins de Bordeaux.
| Rang | Équipe                        | Pts | J  | G  | N | P  | Bp | Bc | GA    |
| ---- | ----------------------------- | --- | -- | -- | - | -- | -- | -- | ----- |
| 1    | Girondins de Bordeaux         | 37  | 22 | 17 | 3 | 2  | 60 | 15 | 4     |
| 2    | SO Cholet                     | 30  | 22 | 13 | 4 | 5  | 56 | 23 | 2,435 |
| 3    | La Berrichonne de Châteauroux | 29  | 22 | 10 | 9 | 3  | 37 | 19 | 1,947 |
| 4    | Stade quimpérois              | 28  | 22 | 12 | 4 | 6  | 43 | 24 | 1,792 |
| 5    | Stade Pauillac-Macau          | 24  | 22 | 9  | 6 | 7  | 36 | 31 | 1,161 |
| 6    | Stade rennais UC              | 24  | 22 | 9  | 6 | 7  | 38 | 36 | 1,056 |
| 7    | Arago Orléans                 | 21  | 22 | 8  | 5 | 9  | 34 | 33 | 1,03  |
| 8    | USM Montargis                 | 17  | 22 | 7  | 3 | 12 | 29 | 40 | 0,725 |
| 9    | AJ Rochechouart               | 17  | 22 | 7  | 3 | 12 | 32 | 49 | 0,653 |
| 10   | Chamois niortais FC           | 16  | 22 | 6  | 4 | 12 | 21 | 54 | 0,389 |
| 11   | US Saint-Malo                 | 14  | 22 | 5  | 4 | 13 | 31 | 54 | 0,574 |
| 12   | Stade bordelais               | 7   | 22 | 3  | 1 | 18 | 16 | 54 | 0,296 |

## Groupe Sud
Le groupe Sud est remporté par le SC Draguignan,, .
| Rang | Équipe                 | Pts | J  | G  | N  | P  | Bp | Bc | GA    |
| ---- | ---------------------- | --- | -- | -- | -- | -- | -- | -- | ----- |
| 1    | SC Draguignan          | 29  | 22 | 12 | 5  | 5  | 34 | 18 | 1,889 |
| 2    | AS Roanne              | 27  | 22 | 10 | 7  | 5  | 28 | 25 | 1,12  |
| 3    | Hyères FC              | 25  | 22 | 11 | 3  | 8  | 39 | 25 | 1,56  |
| 4    | La Voulte Sportif      | 25  | 22 | 9  | 7  | 6  | 36 | 37 | 0,973 |
| 5    | FC Annecy              | 23  | 22 | 7  | 9  | 6  | 39 | 31 | 1,258 |
| 6    | RC Vichy               | 23  | 22 | 9  | 5  | 8  | 31 | 28 | 1,107 |
| 7    | CO Roche-La-Molière    | 22  | 22 | 5  | 12 | 5  | 24 | 18 | 1,333 |
| 8    | FC Scionzier           | 21  | 22 | 9  | 3  | 10 | 43 | 37 | 1,162 |
| 9    | US Labastide-Rouairoux | 21  | 22 | 7  | 7  | 8  | 33 | 40 | 0,825 |
| 10   | US seynoise            | 18  | 22 | 5  | 8  | 9  | 35 | 34 | 1,029 |
| 11   | US Saint-Gaudens       | 17  | 22 | 6  | 5  | 11 | 27 | 45 | 0,6   |
| 12   | La Combelle CA         | 13  | 22 | 5  | 3  | 14 | 20 | 51 | 0,392 |

Le FC Scionzier fusionne à la fin de la saison avec le Club athlétique de Cluses.

## Groupe Est
Le groupe Est est remporté par le FC Gueugnon.
| Rang | Équipe                   | Pts | J  | G  | N | P  | Bp | Bc | GA    |
| ---- | ------------------------ | --- | -- | -- | - | -- | -- | -- | ----- |
| 1    | FC Gueugnon              | 31  | 22 | 13 | 5 | 4  | 40 | 23 | 1,739 |
| 2    | RS Petite Rosselle       | 26  | 22 | 10 | 6 | 6  | 44 | 29 | 1,517 |
| 3    | CS Le Thillot            | 25  | 22 | 10 | 5 | 7  | 49 | 36 | 1,361 |
| 4    | ES Piennes               | 24  | 22 | 8  | 8 | 6  | 34 | 28 | 1,214 |
| 5    | SA Épinal                | 24  | 22 | 10 | 4 | 8  | 46 | 31 | 1,484 |
| 6    | AS Saint-Dizier          | 23  | 22 | 8  | 7 | 7  | 32 | 31 | 1,032 |
| 7    | FC Mulhouse              | 22  | 22 | 7  | 8 | 7  | 30 | 22 | 1,364 |
| 8    | SO Merlebach             | 21  | 22 | 8  | 5 | 9  | 32 | 37 | 0,865 |
| 9    | FC Nancy                 | 19  | 22 | 7  | 5 | 10 | 25 | 39 | 0,641 |
| 10   | ASCA Wittelsheim         | 17  | 22 | 7  | 3 | 12 | 35 | 48 | 0,729 |
| 11   | Espérance d'Arc-les-Gray | 17  | 22 | 6  | 5 | 11 | 31 | 54 | 0,574 |
| 12   | JO Le Creusot            | 15  | 22 | 6  | 3 | 13 | 26 | 47 | 0,553 |

## Phase finale
La phase finale oppose les vainqueurs de chaque groupe sur un seul match sous forme d'une poule unique.
La première journée a lieu les 10 et 11 mai ; la deuxième journée a lieu le 18 mai. Pour la dernière journée le 25 mai, le FC Gueugnon, 4 points, dispute le titre à domicile face aux Girondins de Bordeaux, 3 points. Le FC Gueugnon l'emporte 1-0.
| Rang | Équipe                | Pts | J | G | N | P | Bp | Bc | GA    |  | Résultats (▼ dom., ► ext.) | FCG | FCGB | UAST | SCD  |
| ---- | --------------------- | --- | - | - | - | - | -- | -- | ----- |  | -------------------------- | --- | ---- | ---- | ---- |
| 1    | FC Gueugnon           | 6   | 3 | 3 | 0 | 0 | 7  | 0  | ∞     |  | FC Gueugnon                |     | 1-0  | 5-0* |      |
| 2    | Girondins de Bordeaux | 3   | 3 | 1 | 1 | 1 | 5  | 4  | 1,25  |  | Girondins de Bordeaux      |     |      | 3-1  | 2-2* |
| 3    | UA Sedan-Torcy        | 2   | 3 | 1 | 0 | 2 | 7  | 10 | 0,7   |  | UA Sedan-Torcy             |     |      |      | 6-2  |
| 4    | SC Draguignan         | 1   | 3 | 0 | 1 | 2 | 4  | 9  | 0,444 |  | SC Draguignan              | 0-1 |      |      |      |

Note : Les résultats marqués du symbole * sont des matchs joués sur terrain neutre. Le match entre le FC Gueugnon et l'UA Sedan-Torcy (5-0) s'est joué à Mulhouse, tandis que le match entre les Girondins de Bordeaux et le SC Draguignan (2-2) s'est disputé à Mazamet.